# Fiesta del 20 de enero
Fiesta tradicional celebrada el día 20 de enero en honor a San Sebastián y San Fabián.
En Colombia la ciudad de Sincelejo celebra sus Fiestas el 20 de enero, pero son en honor al Dulce Nombre de Jesús.
- Jauja, Perú

Esta celebración comprende en sí dos actividades:
- Fiesta Patronal de San Sebastián y San Fabián,
- Festival de la tunantada y jala pato,

- Pampas, Perú

El 20 de enero se celebra la fiesta más importante en honor a la patrona de la ciudad de Pampas en la provincia de Tayacaja, Huancavelica: la Fiesta Patronal de la Virgen Purísima de Pampas,
- San Sebastián, España

El 20 de enero se celebra la fiesta más importante en honor al patrón de la ciudad: la Tamborrada.
- Sincelejo, Colombia

El 20 de enero se celebra la fiesta más importante en honor al dulce nombre de Jesus. El patrono de la ciudad San Francisco de Asís pero las fiestas se trasladaron a enero por el clima.
- Datos: Q5861748